# Route nationale 81 (Estonie)
Pour les articles homonymes, voir Route nationale 81.
La route nationale 81 (Tugimaantee 81) est une route nationale estonienne reliant Kärdla à Selja. Elle mesure 21,7 km.

## Tracé
- Comté de Hiiu
  - Kärdla
  - Prählamäe (en)
  - Paluküla (en)
  - Tubala (en)
  - Nõmba (en)
  - Tammela (en)
  - Villemi (en)
  - Ristivälja (en)
  - Allika
  - Mäeküla
  - Putkaste (en)
  - Käina
  - Laheküla
  - Selja